# Autoroute A 320
Die Autoroute A 320 ist eine französische Autobahn, die von Freyming-Merlebach zum Grenzübergang Goldene Bremm (Brème d’Or) verläuft und die französische A 4 mit der deutschen A 6 verbindet. Sie ist ein Teil der E 50. Die Autobahn ist heute 15,0 km lang.
Ursprünglich war sie ein Teilstück der 1971 fertiggestellten A 32 zwischen Saarbrücken (D) und Metz (F), die später in der A 4 aufging. Im Jahre 1996 erhielt sie ihre heutige Nummer.
Sie ist auf ihrer ganzen Länge mautfrei. Aufgrund von Bergschäden besteht ein Tempolimit von 110 km/h.

## Geschichte
- 1968: Eröffnung Stiring-Wendel – Grenze zu Deutschland (Abfahrt 45 – A 6 [D])
- 1971: Eröffnung Freyming-Merlebach – Cocheren (A 4 – Abfahrt 41)
- 1971: Eröffnung Morsbach – Stiring-Wendel (Abfahrt 42 - 45)
- 1972: Eröffnung Cocheren – Morsbach (Abfahrt 41 - 42)